# J'aime la vie
J'aime la vie is een nummer van de Belgische zangeres Sandra Kim. Het is haar bekendste lied en ook het nummer waarmee ze in 1986 als enige voor België het Eurovisiesongfestival won.

## Eurovisiesongfestival
Sandra Kim vertegenwoordigde met J'aime la vie België op het Eurovisiesongfestival 1986 in de Noorse stad Bergen. Ze won met 176 punten. Ze kreeg van elk land punten. Het was de eerste keer in de geschiedenis dat België het Eurovisiesongfestival won, waardoor Kims overwinning in België uitgebreide media-aandacht kreeg. Het was tevens opmerkelijk omdat België het voorgaande jaar laatste werd, en zo dus een opmerkelijke comeback wist te maken.
Kim werd voorgesteld als iemand van vijftien jaar oud, terwijl ze op dat moment eigenlijk dertien was. Omdat de minimumleeftijd van de deelnemers was vastgelegd op vijftien jaar, diende Zwitserland een klacht in. Deze werd echter niet-ontvankelijk verklaard. Aangezien de minimumleeftijd voor deelnemers aan het festival later verhoogd werd tot zestien jaar, zal de zangeres voor eeuwig de jongste winnares van het Eurovisiesongfestival blijven.

## In populaire cultuur
- De BRT liet in 1986 een groep kinderen voor de camera Sandra Kims J'aime la vie meezingen. Dit leverde hilarische resultaten op omdat de meesten de tekst amper kenden en/of de enorm hoge tonen probeerden te halen. Dit stukje beeldarchief is ook te zien in Guy De Prés televisiereeks De Pré Historie in een aflevering rond het jaar 1986.
- Datzelfde jaar parodieerden De Strangers J'aime la vie ook als 'k Zen zo geiren polies.
- Kim zong in 1986 ook de beginmelodie in voor de animatiereeks Er was eens... Het menselijk lichaam (in het Frans: Il était une fois la vie, naar analogie met J' aime la vie.)
- In 1990 mocht Sandra Kim zingen voor koning Boudewijn ter gelegenheid van de 60/40-feesten. Ze zong er het lied J'aime mon pays/Ik hou van mijn land.
- Rob Vanoudenhoven parodieerde in 1998 J'aime la vie ooit in een aflevering van De XII Werken van Vanoudenhoven. Op de melodie van het lied zong hij een ode aan het Waalse dorpje Durbuy: J'aime Durbuy. In een latere aflevering liet hij de roddel verspreiden dat hij een relatie had met Sandra Kim.
- Na 1 juli 2008 was Sandra Kim te zien in een reclamespot voor het wasmiddel Dash waar ze haar hit J'aime la vie zong, maar dan met een aangepaste tekst J'aime le blanc.
- In de eerste aflevering het tweede seizoen van de Ketnet-serie #LikeMe wordt J'aime la vie gezongen door  Caro (Pommelien Thijs).

## Eurovisiesongfestival resultaat
| Plaats | Land        | Artiest           | Lied              | Punten |
| ------ | ----------- | ----------------- | ----------------- | ------ |
| 1      | België      | Sandra Kim        | J'aime la vie     | 176    |
| 2      | Zwitserland | Daniela Simons    | Pas pour moi      | 140    |
| 3      | Luxemburg   | Sherisse Laurence | L'amour de ma vie | 117    |

## NPO Radio 2 Top 2000
J'aime la vie stond alleen in 2000 in de NPO Radio 2 Top 2000, op plek 1443.
1956: Refrain · 
1957: Net als toen · 
1958: Dors, mon amour · 
1959: 'n Beetje · 
1960: Tom Pillibi · 
1961: Nous les amoureux · 
1962: Un premier amour · 
1963: Dansevise · 
1964: Non ho l'età · 
1965: Poupée de cire, poupée de son · 
1966: Merci, chérie · 
1967: Puppet on a string · 
1968: La la la · 
1969: Un jour, un enfant, De troubadour, Vivo cantando, Boom bang-a-bang · 
1970: All kinds of everything · 
1971: Un banc, un arbre, une rue · 
1972: Après toi · 
1973: Tu te reconnaîtras · 
1974: Waterloo · 
1975: Ding-a-dong · 
1976: Save your kisses for me · 
1977: L'oiseau et l'enfant · 
1978: A-ba-ni-bi · 
1979: Hallelujah · 
1980: What's another year · 
1981: Making your mind up · 
1982: Ein bißchen Frieden · 
1983: Si la vie est cadeau · 
1984: Diggi-loo diggi-ley · 
1985: La det swinge · 
1986: J'aime la vie · 
1987: Hold me now · 
1988: Ne partez pas sans moi · 
1989: Rock me · 
1990: Insieme: 1992 · 
1991: Fångad av en stormvind · 
1992: Why me? · 
1993: In your eyes · 
1994: Rock 'n' roll kids · 
1995: Nocturne · 
1996: The voice · 
1997: Love shine a light · 
1998: Diva · 
1999: Take me to your heaven · 
2000: Fly on the wings of love · 
2001: Everybody · 
2002: I wanna · 
2003: Everyway that I can · 
2004: Wild dances · 
2005: My number one · 
2006: Hard rock hallelujah · 
2007: Molitva · 
2008: Believe · 
2009: Fairytale · 
2010: Satellite · 
2011: Running scared · 
2012: Euphoria · 
2013: Only teardrops · 
2014: Rise like a phoenix · 
2015: Heroes · 
2016: 1944 · 
2017: Amar pelos dois · 
2018: Toy · 
2019: Arcade · 
2021: Zitti e buoni · 
2022: Stefania · 
2023: Tattoo · 
2024: The code